# Newsgroup
Newsgroups [ˈnjuːzˌgruːps] (englisch für Nachrichtengruppen) sind Internetforen (früher auch abseits des Internets in selbständigen (Mailbox-)Netzen), in denen zu einem umgrenzten Themenbereich Textbeiträge (auch Nachrichten, Artikel oder Postings genannt) ausgetauscht werden. Veröffentlicht ein Benutzer einen Artikel in einer Newsgroup, so wird dieser an einen Newsserver gesendet. Dieser kann den Artikel dann seinen Benutzern zur Verfügung stellen und an andere Server weiterleiten, die ihn wiederum ihren Benutzern zur Verfügung stellen.

## Technik
Technisch wird für Newsgroup-Beiträge das Format von E-Mails verwendet, wobei lediglich einige weitere Typen von Header-Zeilen eingeführt wurden. Der RFC 1036 (Standard for Interchange of USENET Messages) legt die Details fest.
Weltweit existieren seit Jahrzehnten verschiedene News-Systeme. Das bekannteste ist dabei das Usenet, das eine Vielzahl von Newsservern weltweit verbindet. Oft sind Newsgroups aber auch rein regional verteilt, oder sie werden in Intranets zur Verfügung gestellt. Dabei wird häufig das Protokoll NNTP eingesetzt, in früheren Zeiten vor allem UUCP.
Der Zugriff auf Newsgroups erfolgt über spezielle als Newsreader bezeichnete Computerprogramme oder über Webschnittstellen wie Google Groups. Oft sind Newsreader als Teilprogramm in allgemeinen E-Mail-Programmen (z. B. Mozilla Thunderbird) enthalten oder auch als Add-ons für Webbrowser wie Mozilla Firefox verfügbar. Auch Mail2News-Gateways (Gmane) sollen das Arbeiten im Usenet erleichtern. Sie funktionieren aber verglichen mit spezialisierter Software nur mit Einschränkungen.

## Struktur
Eine Newsgroup wird durch einen hierarchisch aufgebauten Namen gekennzeichnet. Durch diese Hierarchien wird das Usenet in Themenblöcke unterteilt. Die meisten Newsgroups werden dabei den neun größten Hierarchien zugeteilt. Diese sind comp.*, talk.*, soc.*, sci.*, humanities.*, misc.*, news.*, rec.* (den sogenannten Big Eight) und alt.*. Außerdem besitzt sie meist eine Kurzbeschreibung, englisch (und im engeren Sinne technisch) Tagline genannt, die von vielen Newsreadern angezeigt werden kann. Eine längere Beschreibung findet sich in der optional vorhandenen Charta.
Ein Beispiel:
- Name: de.rec.sf.misc
- Kurzbeschreibung: „Sonstiges im Bereich Speculative Fiction (Phantastik).“
- Charta: „Thema der Gruppe ist alles im Zusammenhang mit _S_peculative _F_iction (Phantastik, insbesondere Science Fiction, Fantasy, phantastischer Horror), für das es nicht bereits eine speziellere Gruppe gibt.“

## Andere Bezeichnungen
In einigen Netzen wie FidoNet, Z-Netz oder MausNet werden Newsgroups bisweilen mit anderen Begriffen bezeichnet. Aus diesem Grund wird auch manchmal das Akronym GABELN (Gruppe, Area, Brett, Echo, Liste, Netz) als allgemeinerer Ausdruck benutzt.

## Arten von Gruppen
Generell werden zwei unterschiedliche Arten unterschieden:
- unmoderierte Gruppen, in denen jeder Beitrag (Posting) sofort sichtbar für alle ist;
- moderierte Gruppen, in denen jeder Beitrag zuerst bei einem bzw. mehreren Moderator[en] aufläuft und erst nach Freigabe durch diese[n] für alle verfügbar wird. Damit soll z. B. Spam verhindert werden.

## Entwicklung
Die Newsgroups werden seit den 2000er Jahren immer mehr von Webforen abgelöst, so dass ihre praktische Bedeutung kontinuierlich abnimmt.